# Le Dernier (nouvelle)
Le Dernier est une nouvelle de Marcel Aymé, parue dans la revue  1933 en 1933.

## Historique
Le Dernier est une nouvelle de Marcel Aymé, parue dans la revue 1933, le 6 décembre 1933.

## Résumé
« Il y avait un coureur cycliste appelé Martin qui arrivait toujours le dernier... »